# Plumbago
- Commons
- Wikispecies

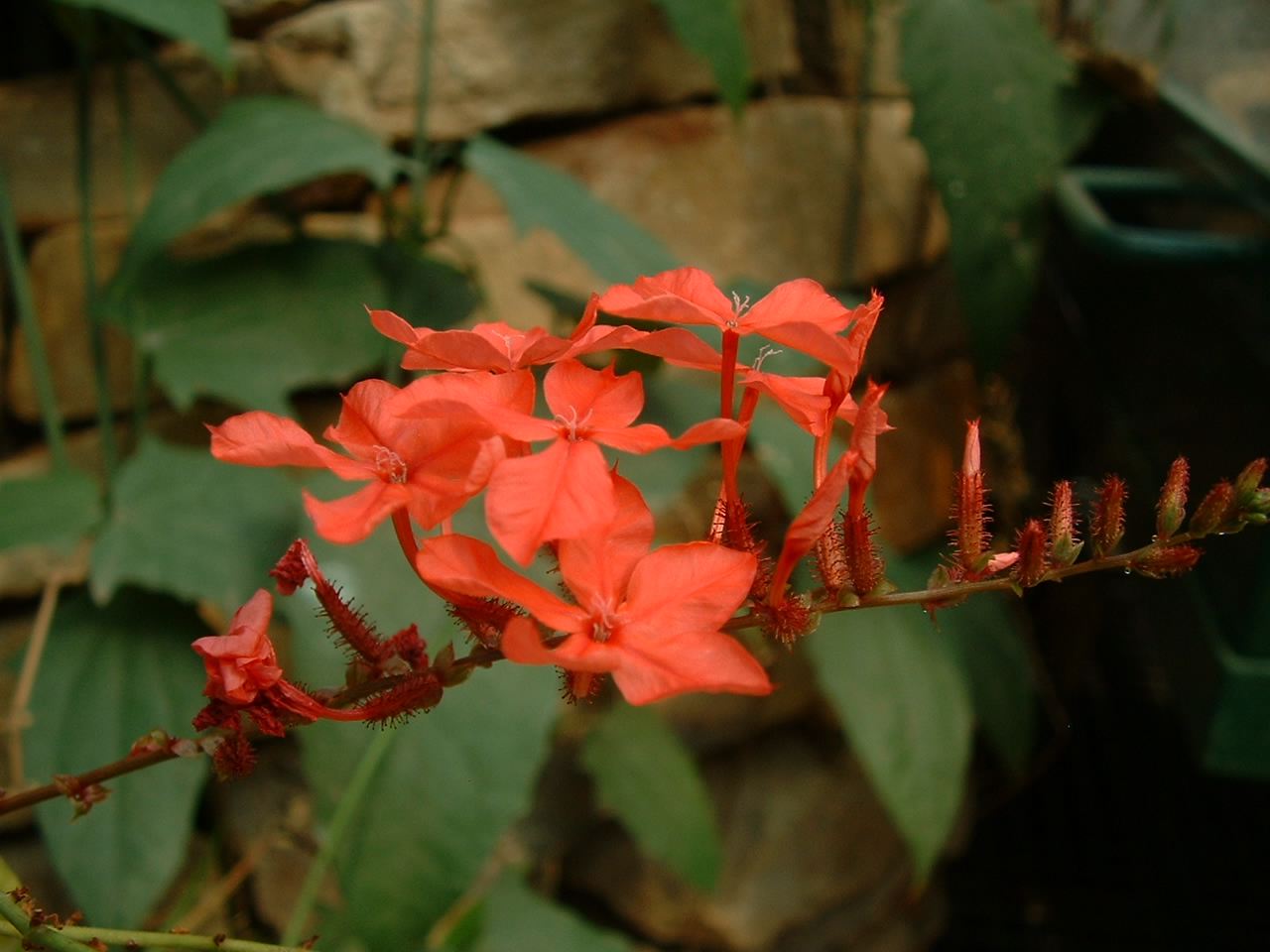
Plumbago indica

Plumbago L. é um género botânico pertencente à família Plumbaginaceae.

## Espécies
- Plumbago aphylla
- Plumbago auriculata
- Plumbago europaea
- Plumbago indica
- Plumbago pulchella
- Plumbago scandens
- Plumbago wissii
- Plumbago zeylanica
- Lista completa

## Classificação do gênero
| Sistema | Classificação                      | Referência               |
| ------- | ---------------------------------- | ------------------------ |
| Linné   | Classe Pentandria, ordem Monogynia | Species plantarum (1753) |